# Định nghĩa về kinh tế học
Nhiều định nghĩa khác nhau về kinh tế học đã được đưa ra, bao gồm cả "những gì các nhà kinh tế học làm". Thuật ngữ trước đây của 'kinh tế học' là ''kinh tế chính trị''. Nó được mô phỏng theo cách sử dụng économie politique theo chủ nghĩa Trọng thương của Pháp, thứ đã làm nền kinh tế từ thuật ngữ Hy Lạp cổ đại cho việc quản lý hộ gia đình mở rộng sang lĩnh vực quốc gia với tư cách là quản lý công đối với các công việc của nhà nước. Ông James Stuart (1767) đã viết cuốn sách đầu tiên bằng tiếng Anh với tựa đề 'kinh tế chính trị', giải thích rằng:
Kinh tế nói chung [là] nghệ thuật đáp ứng tất cả mong muốn của một gia đình, [vì vậy khoa học kinh tế chính trị] tìm cách đảm bảo một quỹ sinh hoạt nhất định cho tất cả cư dân để ngăn chặn mọi hoàn cảnh có thể khiến nó trở nên bấp bênh; cung cấp mọi thứ cần thiết cho nhu cầu của xã hội, và cho mọi người có công ăn việc làm... theo cách tự nhiên để tạo ra các mối quan hệ tương hỗ và phụ thuộc giữa họ, để cung cấp cho nhau những mong muốn qua lại.
Trang tiêu đề đưa ra chủ đề của chính nó: "dân số, nông nghiệp, thương mại, công nghiệp, tiền, tiền xu, lãi suất, lưu thông, ngân hàng, trao đổi, tín dụng công cộng và thuế".

J.B. Say (1803), người phân biệt đối tượng với các mục đích sử dụng chính sách công, định nghĩa kinh tế học là khoa học về sản xuất, phân phối và tiêu dùng của cải. Về khía cạnh trào phúng, Thomas Carlyle (1849) đã coi 'khoa học ảm đạm' như một điển hình cho kinh tế học cổ điển, mà trong bối cảnh này, thường được liên kết với phân tích bi quan của Malthus (1798). John Stuart Mill (1844) định nghĩa chủ đề này trong bối cảnh xã hội là:
Khoa học theo dõi các quy luật của các hiện tượng xã hội phát sinh từ tất cả các hoạt động của con người để sản xuất ra của cải, với điều kiện các hiện tượng đó không bị thay đổi bởi việc theo đuổi bất kỳ đối tượng nào khác.
Sự chuyển dịch từ cấp độ xã hội sang cấp độ cá nhân xuất hiện trong các tác phẩm chính của Cách mạng cận biên. Định nghĩa của Carl Menger phản ánh chủ yếu vào hình mẫu người đàn ông tiết kiệm:
Đối với lý thuyết kinh tế, các quy tắc thực tế cho hoạt động kinh tế không phải là mối quan tâm, mà là việc nam giới lập kế hoạch chi tiêu cẩn thận với điều kiện hướng đến sự thỏa mãn nhu cầu của họ.
William Stanley Jevons, một tác giả rất có ảnh hưởng khác của Cuộc cách mạng cận biên đã định nghĩa kinh tế học làm nổi bật các khía cạnh khoái lạc và định lượng của khoa học:
Trong tác phẩm này, tôi đã cố gắng coi Kinh tế như một Phép tính của Niềm vui và Nỗi đau, và đã phác thảo ra những ý kiến mà hầu như không phụ thuộc vào các ý kiến trước đây. Đó là hình thức mà theo tôi, khoa học cuối cùng phải chấp nhận. Tôi từ lâu đã nghĩ rằng vì nó liên quan đến các đại lượng, nó phải là khoa học toán học về vật chất nếu không phải là ngôn ngữ.
Marshall đưa ra một định nghĩa mà bây giờ vẫn được trích dẫn rộng rãi ở trong sách giáo khoa Principles of Economics của ông (1890), định nghĩa đó mở rộng phạm vi phân tích từ sự giàu có và cấp độ xã hội sang kinh tế vi mô. Điều đó tạo ra một tổng hợp nhất định về quan điểm của những người có thiện cảm hơn với kinh tế chính trị cổ điển (xã hội tập trung vào sự giàu có) và những người sớm chấp nhận các quan điểm được thể hiện trong Cách mạng cận biên (tập trung vào nhu cầu cá nhân). Việc Alfred Marshall đưa vào biểu hiện hạnh phúc cũng có nhiều ý nghĩa trong cuộc thảo luận về bản chất của kinh tế học:
Kinh tế Chính trị hay Kinh tế học là một nghiên cứu về con người trong hoạt động kinh doanh thông thường của cuộc sống; nó kiểm tra phần hành động của cá nhân và xã hội có liên hệ chặt chẽ nhất với việc gặt hái được gì đó và với việc sử dụng các điều kiện vật chất cần thiết cho cuộc sống. Vì vậy, một mặt nó là nghiên cứu về sự giàu có; và mặt khác, quan trọng hơn, một phần của nghiên cứu về con người.
Lionel Robbins (1932) đã phát triển hàm ý của ý kiến được xem là "định nghĩa phổ biến nhất có thể được chấp nhận hiện nay về chủ đề này":
Kinh tế học là một môn khoa học nghiên cứu hành vi của con người như một mối quan hệ giữa con người và các phương tiện khan hiếm có các mục đích sử dụng thay thế.
Robbins mô tả định nghĩa này không mang tính phân loại trong việc "chọn ra một số hành vi" mà là phân tích trong việc "tập trung sự chú ý vào một khía cạnh cụ thể của hành vi, hình thức được áp đặt bởi ảnh hưởng của sự khan hiếm."
Một số ý kiến sau đó chỉ trích định nghĩa này là quá rộng và không giới hạn đối tượng của nó trong việc phân tích thị trường. Tuy nhiên, từ những năm 1960, những nhận xét như vậy đã giảm bớt khi lý thuyết kinh tế về việc tối đa hóa hành vi và hình mẫu lựa chọn hợp lý đã mở rộng phạm vi của chủ đề này sang các chủ đề đã được xử lý trong các lĩnh vực khác. Cũng có những chỉ trích khác, chẳng hạn như tình trạng khan hiếm không giải thích được kinh tế vĩ mô của tỷ lệ thất nghiệp cao.
Gary Becker, một người đóng góp vào việc mở rộng kinh tế học sang các lĩnh vực mới, mô tả cách tiếp cận mà ông ưa thích là "kết hợp [với] các giả định về tối đa hóa hành vi, sở thích ổn định và cân bằng thị trường, được sử dụng không ngừng và không nao núng." Một bình luận đặc trưng coi kinh tế học là một phương pháp tiếp cận chứ không phải là một chủ đề nhưng có tính cụ thể cao đối với "quá trình lựa chọn và kiểu tương tác xã hội mà phân tích liên quan."
John Neville Keynes coi cuộc thảo luận dẫn đến định nghĩa kinh tế học quan trọng hơn chính định nghĩa đó. Nó là một cách để tiết lộ phạm vi, phương hướng và những rắc rối mà khoa học phải đối mặt.
Một đánh giá gần đây về các định nghĩa kinh tế học bao gồm một loạt các định nghĩa trong sách giáo khoa về nguyên tắc, chẳng hạn như các mô tả về chủ đề khi nghiên cứu:
- Nền kinh tế
- Quá trình phối hợp
- Ảnh hưởng của sự khan hiếm
- Khoa học của sự lựa chọn
- Hành vi con người
- Con người về cách họ phối hợp nhu cầu và ước muốn, dựa trên cơ chế ra quyết định, phong tục xã hội và thực tế chính trị của xã hội.

Nó kết luận rằng sự thiếu nhất trí không cần thiết phải ảnh hưởng đến chủ đề mà các văn bản xử lý. Trong số các nhà kinh tế học nói chung, nó lập luận rằng một định nghĩa cụ thể được trình bày có thể phản ánh hướng mà tác giả tin rằng kinh tế học đang phát triển, hoặc nên phát triển.